# Asociación Atlética Quimsa
A Asociación Atlética Quimsa é um clube poliesportivo argentino com sede na cidade de Santiago del Estero. Foi fundado em 13 de agosto de 1989 como resultado de uma fusão de três clubes tradicionais da cidade.
O clube tem como principal atividade o basquetebol, esporte pelo qual consolidou-se desde que obteve o acesso à elite nacional em 2006. Nos anos seguintes, conquistou títulos nacionais e internacionais, incluindo a Liga Nacional, a Liga Sul-Americana e a Basketball Champions League Américas.

## Título
Nacionais
- Liga Nacional: 2014-15.[3][4]
- Copa Argentina: 2009.[4]
- Torneo Súper 8: 2014.[4]
- Torneo Súper 20: 2018[4] e 2021.[5]
- Supercopa: 2021.[6]

Internacionais
- Liga Sul-Americana: 2009.[7]
- Basketball Champions League Américas: 2019–20[8] e 2023–24.[9]